# Lilla Skottsjö
Lilla Skottsjö är en sjö i Varbergs kommun i Halland och ingår i Viskans huvudavrinningsområde. Sjöns area är 0,015 kvadratkilometer och den är belägen 153 meter över havet.